# Sorek Satu
Sorek Satu is een bestuurslaag in het regentschap Pelalawan van de provincie Riau, Indonesië. Sorek Satu telt 11.074 inwoners (volkstelling 2010).